# ザ・ゲッタウェイ (アルバム)
『ザ・ゲッタウェイ』（The Getaway）は、レッド・ホット・チリ・ペッパーズの11枚目のスタジオ・アルバム。2016年6月17日にワーナー・ブラザース・レコードから発売された。

## 概要
前作の『I'm With You』以来、5年ぶりのスタジオ・アルバムである。
本作制作にあたっては、4thアルバム『Mother’s Milk』（1989年）以降7枚のアルバムを手掛けたリック・ルービンと離れ、プロデューサーとしてグラミー賞「Producer Of The Year, Non-Classical」を獲得したデンジャー・マウスを迎え、ミックスはベック、レディオヘッド、R.E.M.らを手がけたナイジェル・ゴッドリッチが担当した。

## 収録曲
1. ザ・ゲッタウェイ - The Getaway -（4:10）
2. ダーク・ネセシティーズ - Dark Necessities -（5:02）
3. ウィ・ターン・レッド - We Turn Red -（3:20）
4. ザ・ロンゲスト・ウエーヴ - The Longest Wave -（3:31）
5. グッドバイ・エンジェルス - Goodbye Angels -（4:29）
6. シック・ラヴ - Sick Love -（3:41）
7. ゴー・ロボット - Go Robot -（4:24）
8. フィースティング・オン・ザ・フラワーズ - Feasting on the Flowers -（3:23）
9. デトロイト - Detroit -（3:47）
10. ジス・タイコンデロガ - This Ticonderoga -（3:35）
11. アンコール - Encore -（4:11）
12. ザ・ハンター - The Hunter -（4:00）
13. ドリームス・オブ・ア・サムライ - Dreams of a Samurai -（6:09）

## 参加ミュージシャン
- アンソニー・キーディス：ボーカル
- フリー：ベース（#1–11.13）、ピアノ、コーラス、トランペット（#12）
- チャド・スミス：ドラム、パーカッション
- ジョシュ・クリングホッファー：ギター、コーラス、ベース（#12）、ピアノ